# Nukleotydy
Nukleotydy – organiczne związki chemiczne z grupy estrów fosforanowych; są estrami nukleozydów i kwasu fosforowego (5'-fosforany nukleozydów). 
Nukleotydy stanowią podstawowe składniki kwasów nukleinowych (DNA i RNA) oraz innych polinukleotydów, odgrywają też znaczącą rolę w metabolizmie i przekazywaniu sygnałów w komórce: 
- Adenozynotrójfosforan (ATP) i guanozynotrójfosforan (GTP) stanowią główne źródło energii niezbędnej w wielu reakcjach chemicznych zachodzących w komórkach. Energia ta jest zmagazynowana w wiązaniach bezwodnikowych między grupami fosforanowymi.
- Cykliczny adenozynomonofosforan (cAMP) i cykliczny guanozynomonofosforan (cGMP) uczestniczą w szlakach sygnałowych i stanowią kofaktory dla enzymów (np. NAD+, FMN, FAD oraz koenzym A[1]).

## Struktura
Nukleotydy zbudowane są z reszty cukrowej – pentozy (w DNA jest to deoksyryboza, zaś w RNA ryboza), co najmniej jednej reszty fosforanowej i zasady azotowej: purynowej, pirymidynowej lub flawinowej (niewystępującej w kwasach nukleinowych).
Grupa fosforanowa formuje wiązanie z 2, 3 lub 5 węglem w pierścieniu pentozowym. Najbardziej rozpowszechnione jest wiązanie między fosforanem a węglem 5. Nukleotydy cykliczne formują się, gdy dochodzi do połączenia grupy fosforanowej z dwiema grupami hydroksylowymi reszty cukrowej.
Kwasy nukleinowe to biopolimery zbudowane z nukleotydów połączonych wiązaniami fosfodiestrowymi 3'-5'. W naturze występują dwa typy kwasów nukleinowych – DNA i RNA – jednak obecnie istnieje także kilka syntetycznych analogów kwasów nukleinowych.
W kwasach nukleinowych, poza nukleotydami z pięcioma podstawowymi zasadami heterocyklicznymi kwasów nukleinowych (A, C, G, T, U), występują także (szczególnie często w tRNA) nukleotydy zawierające modyfikowane nukleozydy, na przykład pseudourydynę lub inozynę.
|      | A    | G    | C    | T/U |
| ---- | ---- | ---- | ---- | --- |
| NMP  | AMP  | GMP  | CMP  | UMP |
| dNMP | dAMP | dGMP | dCMP | TMP |

## Zestawienie wybranych nukleotydów
| Zasada azotowa | Skrót                         | Para z...                     | Nukleozyd                     | Trójfosforan (nukleotyd)      | Wzór strukturalny zasady |
| -------------- | ----------------------------- | ----------------------------- | ----------------------------- | ----------------------------- | ------------------------ |
| adenina        | A                             | T/U                           | adenozyna                     | ATP                           |                          |
| cytozyna       | C                             | G                             | cytydyna                      | CTP                           |                          |
| guanina        | G                             | C                             | guanozyna                     | GTP                           |                          |
| tymina         | T                             | A                             | tymidyna                      | TTP                           |                          |
| uracyl         | U                             | A                             | urydyna                       | UTP                           |                          |
| inne           | NAD+ NADP+ NADH NADPH FAD FMN | NAD+ NADP+ NADH NADPH FAD FMN | NAD+ NADP+ NADH NADPH FAD FMN | NAD+ NADP+ NADH NADPH FAD FMN |                          |

NMP – 5'-monofosforan nukleozydu N
NDP – 5'-difosforan nukleozydu N
NTP – 5'-trifosforan nukleozydu N